# Serei Mongkol
Serei Mongkol es una comuna (khum) del distrito de Koun Mom, en la provincia de Ratanak Kirí, Camboya. En marzo de 2008 tenía una población estimada de 1422 habitantes.
Se encuentra ubicada al noreste del país, a escasa distancia de los ríos Srepok y Tonlé San —ambos, afluentes izquierdos del Mekong— y de la frontera con Vietnam y Laos.